# 薩爾基那山谷橋

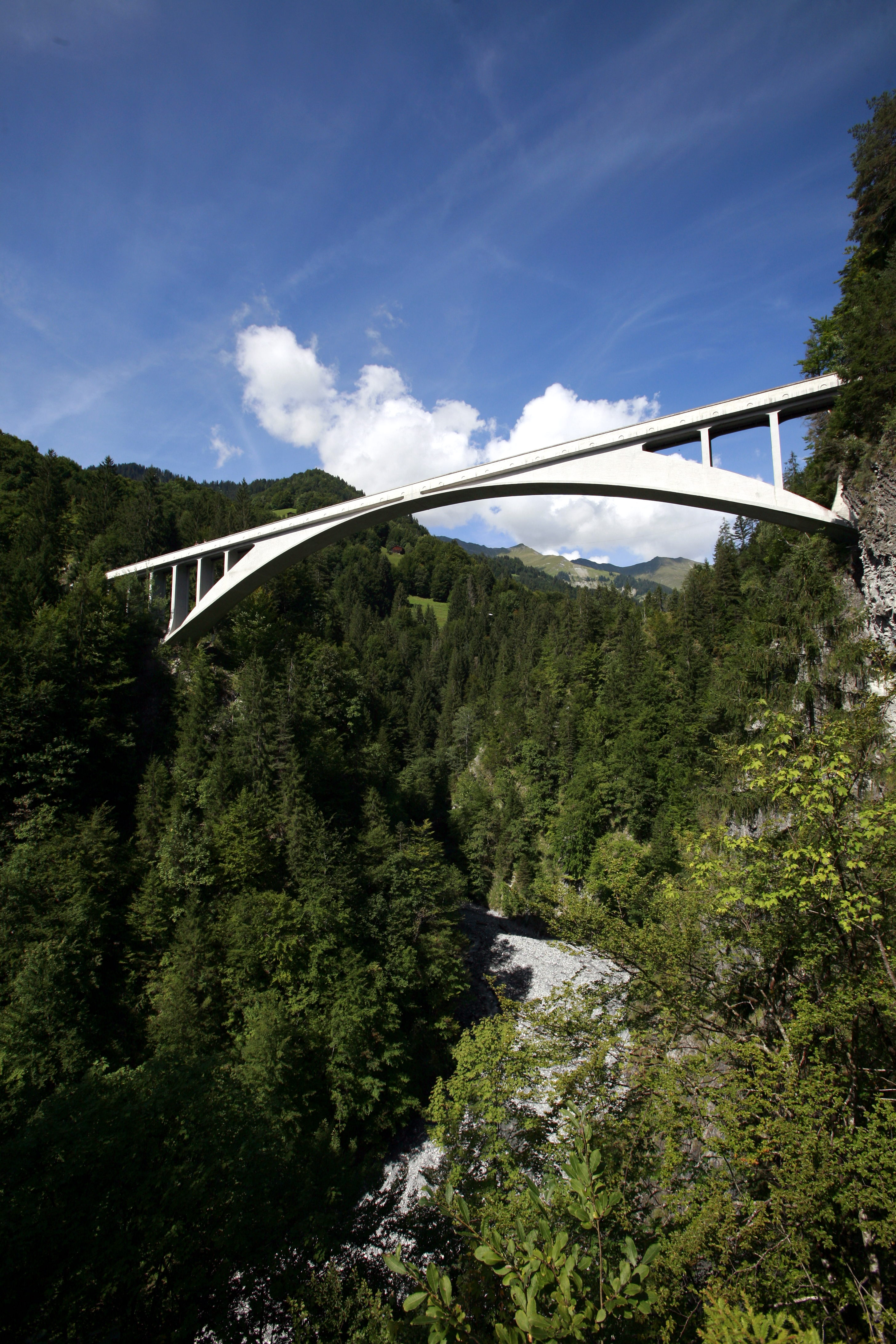

薩爾基那山谷橋（Salginatobel Bridge）是瑞士的一座鋼筋混凝土拱橋，由Robert Maillart設計。這座橋樑修建於1929年至1930年。1991年，這座橋樑被列入國際土木工程歷史古蹟。

## 外部連結
- ArchINFORM數據庫中薩爾基那山谷橋的數據  (includes construction photo)
- ASCE: Salginatobel Bridge （页面存档备份，存于）
- Great Buildings Online （页面存档备份，存于）
- Sightseeing Graubünden, Switzerland, official tourism board suggestions and location （页面存档备份，存于）